# Iu Pascual
Iu Pascual i Rodés (Villanueva y Geltrú, 1883-Riudarenes, 1949) fue un pintor español.
Discípulo de Joan Llimona, se especializó en la pintura de paisaje, destacando por sus representaciones bucólicas y tradicionales. Colaboró con Antoni Gaudí en la decoración de varias de sus obras, como la Casa Milà y la restauración de la Catedral de Mallorca.
Director de la Escuela Menor de Artes y Oficios de Olot (1914) y de la Escuela Superior de Paisaje (1934), después de la Guerra Civil, ya desaparecida la Escuela, se instaló en Riudarenas a causa de la represión política.
En la Fundación Rafael Masó se conserva el cuadro Noche de Luna en la Garrotxa, pintado por Iu Pascual en torno a 1920.

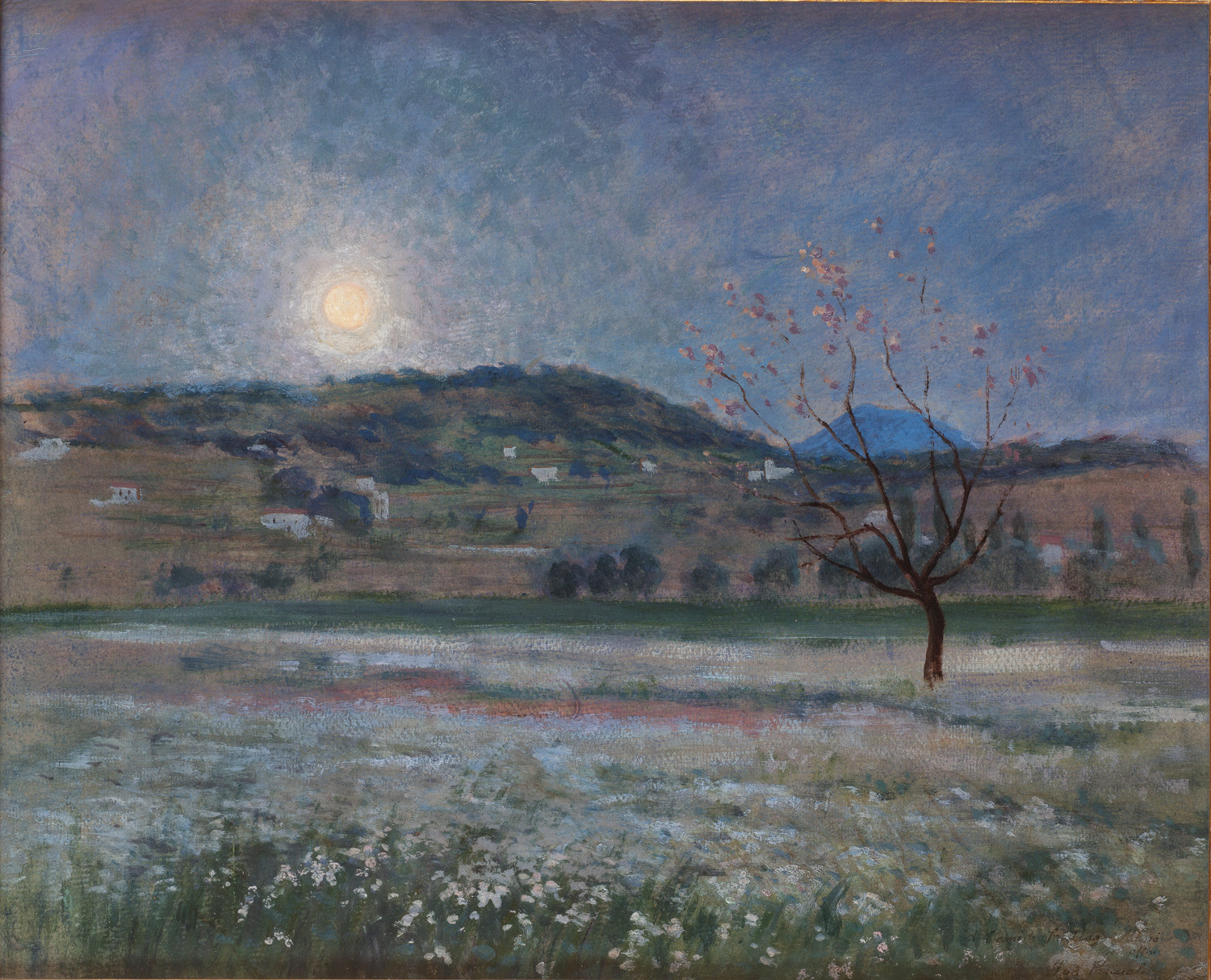
Iu Pascual Noche de Luna en la Garrotxa. c. 1920